# Istituto di vita consacrata
Un istituto di vita consacrata è, secondo la chiesa cattolica, una società eretta o approvata dall'autorità ecclesiastica di persone del medesimo sesso o miste che professano i voti religiosi pubblici di povertà, castità e obbedienza. Gli istituti di vita consacrata si distinguono in religiosi e secolari. L'istituto di vita consacrata può essere clericale o laicale.

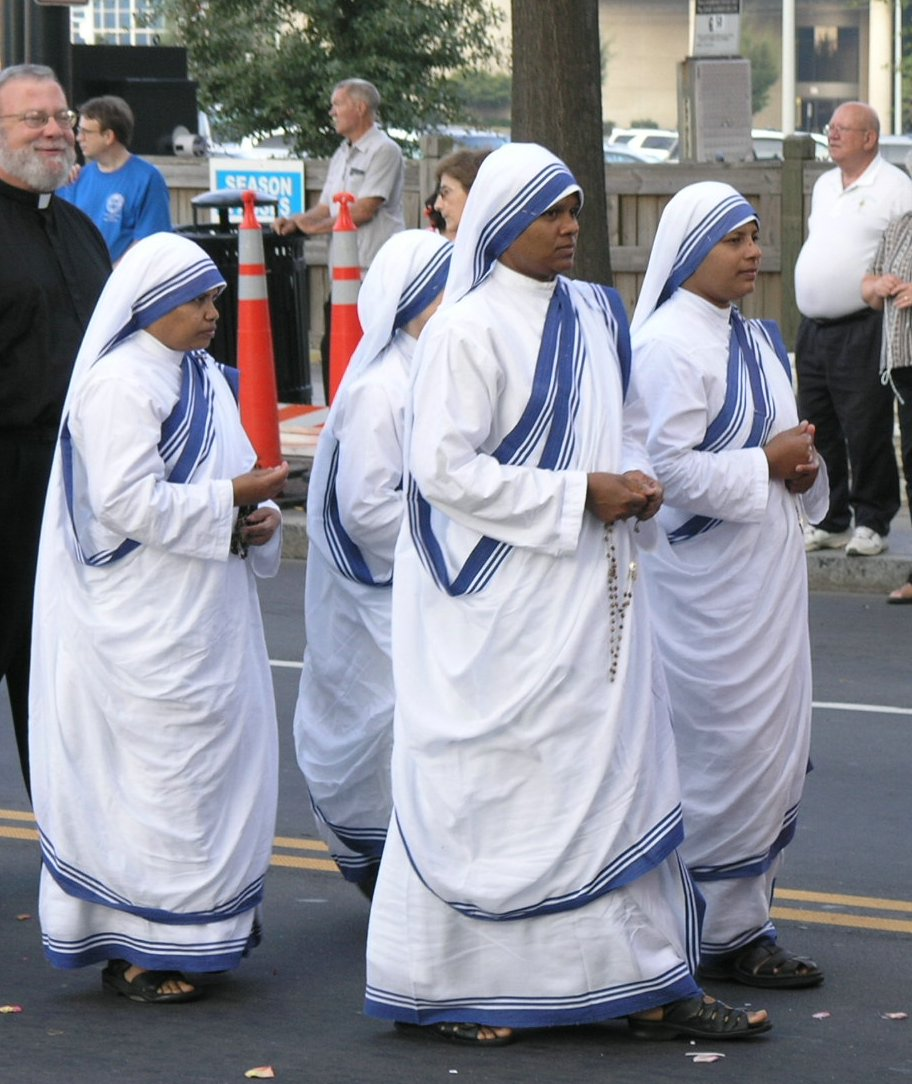
Missionarie della carità fondate da Madre Teresa di Calcutta, un esempio moderno di istituto di vita consacrata.

In sintesi,  gli istituti di vita consacrata si suddividono in:
Istituti religiosi, i cui membri conducono una vita in comune, storicamente si suddividono in:
- Ordini religiosi, i cui membri professano i voti solenni, possono essere:
  - Ordini di canonici regolari
  - Ordini monastici
  - Ordini mendicanti
  - Ordini di chierici regolari

- Congregazioni religiose, i cui membri professano i voti semplici, possono essere:
  - Congregazioni clericali
  - Congregazioni laicali

Istituti secolari, i cui membri vivono nel "secolo", cioè nel mondo, si suddividono in:
- Istituti clericali
- Istituti laicali

## Distinzioni
Gli istituti di vita consacrata si differenziano dalle società di vita apostolica perché gli appartenenti alle società di vita apostolica non fanno professione pubblica dei voti religiosi. Gli istituti di vita consacrata si distinguono in istituti religiosi, i cui membri praticano vita comune, e istituti secolari, i cui sodali vivono "nel mondo" (o "nel secolo", cioè nelle proprie case).
La Chiesa cattolica dialoga con gli istituti di vita consacrata (e con le società di vita apostolica) attraverso il Dicastero per gli istituti di vita consacrata e le società di vita apostolica: alcuni particolari istituti dipendono, invece, dal Dicastero per l'evangelizzazione - Sezione per la prima evangelizzazione e le nuove Chiese particolari (quelli dediti all'apostolato missionario) e dal Dicastero per le Chiese orientali (quelli di rito orientale). Gli istituti sono retti da un moderatore supremo con poteri simili a quelli di un vescovo, che ha giurisdizione su tutta la congregazione e ne risponde dinanzi alla Santa Sede.

## Nascita e sviluppo
Fin dal IV secolo, sono nate comunità che hanno raccolto uomini e donne desiderosi di vivere più intensamente i valori evangelici, in particolare la povertà, la castità e l'obbedienza.
Alcune forme di vita religiosa hanno origine già prima del IV secolo. Infatti, non è da escludere che nel I e nel II secolo le «vedove» cristiane si riunissero per svolgere al meglio le funzioni di carità loro assegnate dai sacerdoti. Nelle prime comunità cristiane, infatti, le vedove erano da un lato oggetto dell'attenzione caritativa, dall'altro, invece, erano soggetti attivi nella distribuzione dei beni di prima necessità ai poveri o nell'assistenza ai malati. Tra gli uomini, invece, nei primi due secoli si sviluppò soprattutto una forma di monachesimo o eremitismo. Questi uomini, infatti, vivendo il profondo distacco tra i principi evangelici e la società, tendevano a ritirarsi in grotte o nel deserto per meglio vivere la propria esperienza di fede. Queste esperienze religiosi ebbero, però, le prime regole solo nel IV secolo, soprattutto in Egitto, Palestina e Grecia.
Dal IV secolo in poi sono nati, via via, i vari ordini religiosi: dagli ordini monastici, ai canonici regolari, agli ordini mendicanti e fino ai chierici regolari. In tempi più recenti, dal XVII secolo, i nuovi istituti di vita consacrata hanno preso il nome di congregazioni religiose, non avendo più previsto la forma solenne della professione dei voti. Il Concilio Vaticano II ha voluto un rinnovamento della vita religiosa; ha infatti pubblicato il decreto Perfectae Caritatis il quale invita ogni istituto a ripensare al proprio carisma ed alle proprie caratteristiche. Gli appartenenti ad un Istituto di vita consacrata portano talvolta un abito religioso proprio dell'Istituto.

## Organismi

### Italia
Dal 2016 è stato istituito in Italia un tavolo di confronto bilaterale permanente fra l’Ufficio nazionale CEI per la pastorale delle vocazioni (UNPV) ed il Servizio nazionale per la pastorale giovanile (SNPG). I responsabili al 2016 erano rispettivamente Dal Molin (Unpv) e Michele Falabretti (Snpg).
Il 23 maggio 2016 si è svolta prima riunione presso la Conferenza Episcopale Italiana, che ha programmato almeno un incontro ogni anno ed un possibile allargamento alla partecipazione di altri istituti, quali l’Ordo virgunum ed i monasteri di clausura.
L'organismo consultivo si occupa di pastorale giovanile e di pastorale vocazionale. Vocazioni e giovani sono materie nelle quali gli istituti religiosi operano congiuntamente per tradizione.